# Три Андрея
«Три Андре́я» — советский  чёрно-белый короткометражный документальный фильм Владилены Мусатовой 1966 года о молодых кинематографистах, снятый на ЦСДФ по заказу Центрального телевидения СССР.
Один Андрей — иконописец Рублёв, два других — соавторы сценария к фильму «Страсти по Андрею» кинорежиссёры Тарковский и Кончаловский.

## Хронология
Пустынная территория Андроникова монастыря в Москве, мужчина притворяет резную створку в арочном проходе и выходит на свет — это Анатолий Солоницын, исполитель Андрея Рублёва в новом одноимённом фильме об иконописце. Солоницын на лестнице перед Спасским собором, позади него мемориальная табличка об участии А. Рублёва в росписи интерьера собора. Солоницын в пространстве собора. Закадровый монолог об окончании съёмок и расставании с открывшимся ему миром древних русских фресок и картин. Фрагмент сцены нашествия татар из фильма «Страсти по Андрею».
Людмила Фейгинова с Андреем Тарковским за работой в монтажной «Мосфильма». А. Тарковский на съёмочной площадке разговаривает с А. Солоницыным. В. Юсов готовится к панораме с операторской тележки. Группа всадников показывается из-за угла белокаменного собора. «Стоп, стоп» — обращается Тарковский к Фейгиновой, — «Давайте Успенский собор посмотрим». Фрагмент встречи Рублёва с Феофаном Греком. Закадровый монолог Тарковского об обилии перепутанных между собой событий фильма и чувствах человека, находящегося в центре этих событий. Звучит неуверенность режиссёра в правильности выбора в качестве героя художника XV века, а не своего современника. Проход по улице в Москве. Фрагменты из «Иваново детство». Тарковский устроился на подоконнике монтажной комнаты, закадровый монолог о праве художника на высказывание и трудности создания второй по счёту картины.
Идут натурные съёмки «Истории Аси-хромоножки, которая любила одного, да не вышла замуж, потому что гордая была» — так представляет картину сам режиссёр. Фрагменты рабочего материала с Асей-хромоножкой. Кончаловский рассказывает о своём стемлении максимально приблизиться к документальной манере, по жанру это документальная комедия или документальная сказка. Именно потому пришло решение в основном снимать не актёров. Рабочие моменты, за камерой — Георгий Рерберг. Кончаловский в кадре говорит об обаянии, поразительной свежести и красочности языка с которым столкнулась группа. Фрагмент из первой картины режиссёра — «Первый учитель». Кончаловский рассказывает о специфике работы с непрофессиональными актёрами.

## История создания
Фильму предшествовало знакомство Мусатовой с Тарковским,  состоявшееся в 1954 году, когда оба поступали в мастерскую Михаила Ромма на режиссёрском факультете ВГИКа, совместное обучение и добрые приятельские отношения в последующем.
… через несколько лет мне предложили сделать на ЦСДФ по заказу французского телевидения фильм о молодых режиссёрах, я сразу сказала — Тарковский. А наш главный редактор говорит: «Там же написано о молодых режиссёрах, надо хотя бы о двоих». Я моментально сообразила, что вторым героем станет Кончаловский. Дала согласие, и так на свет появился документальный фильм «Три Андрея».Владилена Мусатова, ноябрь 2018
Третий Андрей возник из картины «Страсти по Андрею», работа над которой ещё не была завершена.
Съёмки в монтажном цеху «Мосфильма» проходили летом 1966 года до показа картины в Белом зале Дома кино.

## Съёмочная группа
- Автор сценария — Семён Туманов
- Режиссёр — Владилена Мусатова (в титрах — Д. Мусатова)
- Оператор — Александр Кочетков
- Звукооператор — Валентина Георгиевская
- Редактор — Ольга Щербакова

## Прокатная судьба
Вслед за «Страстями по Андрею» руководством Госкино СССР не был выпущен на экран и «Три Андрея». Первый публичный показ картины состоялся в начале перестройки во время ретроспективы фильмов Андрея Тарковского в Доме кино.
Врея от времени ленту включают в ретроспективные показы документальных фильмов об Андрее Тарковском.

## Критика
Оценки фильма последовали только после его «второго рождения» с приходом перестройки.

В Советском Союзе Тарковского не снимали ни на плёнку, ни по телевидению. Лишь в начале творческого пути, когда за ним не числилось никакой ереси — жестокости, «нелюбви» к русскому народу и прочих надуманных грехов, — нашей однокурснице Дине Мусатовой заказали снять небольшой документальный фильм «Три Андрея» — Тарковский, Кончаловский, Солоницын, играющий Андрея Рублёва. Фильм чудесный. Прекрасны в нём все трое — молодые, красивые, полные надежд.
— Александр Гордон, «Не утоливший жажды» 2007
Кинокритик Нея Зоркая определила фильм Мусатовой как «шуточную ленту», но признала, что она «запечатлела атмосферу этой радости труда, успеха, чувства какого-то пьянящего всемогущества» своих героев.
Исследователь творчества Андрея Кончаловского культролог Виктор Филимонов, наблюдая за двумя режиссёрами в процессе создания фильмов «Страсти по Андрею» и «Асино счастье» подмечает разницу в их поведении, много позже вылившуюся в «экзистенциальную драму» в их отношениях. «Интересно наблюдать, как ведут себя в кадре тот и другой, вольно или невольно демонстрируя модели художнического поведения. Характерна и среда, в которой их находят и снимают» — пишет он:
| Серьёзное лицо, чувствуется движение мысли, глубоко постигающей мир. В кадре же — глубокомысленное молчание. Закадровый — его! — голос: весомо, с паузами. Впечатляющие ракурсы. Всюду — многозначительность и серьёзность. Среда избавлена от деталей. Строга и торжественна. Или вот он, элегантный, но опять — в молчании, опять закадровый голос, — вот он идёт по Москве, гений среди ничего не подозревающей толпы обыкновенных людей… | Нам сообщают: «Недавний студент и тоже снимает свою вторую картину…» «Недавний студент» найден где-то на току. Вокруг суетятся колхозники. Ребетня бегает. И он сам отчасти напоминает сельского жителя, хоть и в тёмных очках, по примеру Цибульского. Что-то говорит о замысле картины. Но вяловато. Сбивается. Подбирает слова. И среда — в подробностях и мелочах. В ногах у него мальчонка, семечки лущит. Другой — рядом — заигрался, бросается зерном. |
| — Виктор Филимонов о Тарковском, «Андрей Кончаловский. Никто не знает…» 2017 | — Виктор Филимонов о Кончаловском, «Андрей Кончаловский. Никто не знает…» 2017 |

## Комментарии
1. ↑  В СССР фильм «Страсти по Андрею» в цензурированном и значительно сокращённом варианте вышел в ограниченный прокат лишь в 1971 году под названием «Андрей Рублёв»[4].